# ぎょしゃ座ゼータ星
ぎょしゃ座ζ星（ぎょしゃざゼータせい、ζ Aur）は、ぎょしゃ座の4等星。

## 物理的特性
ぎょしゃ座ζ星は、アルゴル型の食変光星で、軌道傾斜角は87.3°と公転面は地球からの視線方向と平行に近く、972日（2年8ヶ月）周期で3.61等から3.99まで変光する。CCDM 05025+4105 という食連星でもあり、主星はK型の明るい赤色巨星（または超巨星）、伴星はB型主系列星である。主星と伴星の間は、平均して4.2天文単位離れているが、公転軌道の離心率は0.4と高いので、両者の距離は2.5天文単位から5.9天文単位まで変化する。変光の主極小は、主星が伴星を隠した時で、伴星はB型で紫外線での放射が卓越しているため、視等級では0.15等程度の減光しか示さないが、紫外域では2等程度と減光幅が大きい。

### ぎょしゃ座ζ型星
アルゴル型食連星の中でも、主星が赤色（超）巨星、伴星が高温主系列星という組み合わせのものは、ぎょしゃ座ζ型と呼ばれることがあり、この恒星系がその典型である。ぎょしゃ座ζ型星とされる他の天体には、ケフェウス座VV星、ペルセウス座γ星などがある。

## 名称
固有名の Saclateni は、アラビア語で「手綱掛け」を意味する Al Dhat al ʽInān 、または「二番目の腕」を意味する Al Said al Thani に由来するとされる。13世紀の『アルフォンソ天文表』には Sadatoni、1515年版の『アルマゲスト』には Saclateni という記載が見られる。2017年6月30日に国際天文学連合の恒星の命名に関するワーキンググループ (Working Group on Star Names, WGSN) は、Saclateni をぎょしゃ座ζ星Aの固有名として承認した。
その他、ホエドゥス・プリムス (Hoedus I または Haedus I) といった固有名で知られていた。紀元前3世紀に活躍した古代ギリシアの詩人アラトスによると、ぎょしゃ座η星とζ星は、クロノスから逃れてクレタ島のイディ山に隠れていた幼少時のゼウスに乳を与えて育てた山羊アマルテイアであるとされる。そのため、古代ギリシアでは「小山羊たち」を意味するΕριφοι（エリフォイ）と呼ばれた。後にラテン語で同じく「小山羊たち」を意味する Haedi（ハエディ）と呼ばれ、ζ星とη星はそれぞれ「小山羊」を意味する単数形の Hoedus I（ホエドゥス・プリムス）、Hoedus II（ホエドゥス・セクンドゥス）、あるいは Haedus I （ハエドゥス・プリムス）、Haedus II （ハエドゥス・セクンドゥス）と呼ばれた。